# Strug
Strug (panonsko Strüg) je naselje v Občini Makole. Nahaja se na severovzhodu Slovenije, ob levem bregu Dravinje, ter spada pod Štajersko pokrajino in Podravsko regijo.
V naselju se nahaja majhna kapelica iz 19. stoletja.